# Nomura Shūhei
Nomura Shūhei (野村 周平 (Dã Thôn Châu Bình) sinh ngày 14 tháng 11 năm 1993) là một diễn viên Nhật Bản. Anh sinh ra ở Kobe, tỉnh Hyogo, là người có 1/4 dòng máu gốc Hoa và nói tiếng Trung lưu loát. Năm 2009, anh được chọn từ khoảng 30.000 ứng viên là người chiến thắng của Audition Amuse toàn nước Nhật.

## Danh sách phim tham gia

### Phim
- Moshidora (2011), Harumichi Tamura[4]
- The Detective Is in the Bar (2011)[5]
- Tengoku Kara no Yell (2011), Kiyoshi Nakamura[6][7]
- Soup: Umarekawari no Monogatari (2012), Naoyuki Mikami[8]
- Enoshima Prism (2013), Saku Kijima[9]
- Daily Lives of High School Boys (2013), Yoshitake[10]
- Puzzle (2014), Shigeo Yuasa[11]
- Kujira no Ita Natsu (2014), Chūya[12]
- Hibi Rock (2014), Takurō Hibinuma[13]
- Flying Colors (2015), Reiji Mori[14]
- The Pearls of the Stone Man (2015)[15]
- Lychee Light Club (2015)[16]
- Chihayafuru Part 1 (2016), Taichi Mashima[17]
- Chihayafuru Part 2 (2016), Taichi Mashima
- Moriyamachu Driving School (2016), Kiyotaka Satō[18]
- Museum (2016), Junichi Nishino
- Sakurada Reset: Part 1 (2017), Kei Asai
- Sakurada Reset: Part 2 (2017), Kei Asai
- Teiichi: Battle of Supreme High (2017), Kikuma Tōgō
- Chigasaki Monogatari: My Little Hometown (2017), Keisuke Kuwata
- Love × Doc (2018), Seiya Hanada
- Chihayafuru Part 3 (2018), Taichi Mashima
- The Antique (2018), Daisuke Goura
- Junpei, Think Again (2018), Junpei Sakamoto
- Walking Man (2019)

### Truyền hình
- Peacemaker Kurogane (MBS, 2010), Rei kitamura[19]
- Pro Golfer Hana (YTV, 2010), Riku Nomiya[20]
- Tenshi no Wakemae (NHK, 2010), Kōta Kitamura[21]
- Hammer Session! (TBS, 2010), Ken Ebihara[22]
- Tōi Hi no Yukue (WOWOW, 2011), Takashi Kanda[23]
- Kokosei Restaurant (NTV, 2011), Kōichi Nakamura[24]
- Taira no Kiyomori Episode 6 (NHK, 2012), Shunya[25]
- Blackboard: Jidai to Tatakatta Kyōshitachi (TBS, 2012), Hiromasa Isobe[26]
- Umechan Sensei (NHK, 2012), Mitsuo Satō
- Umechan Sensei: Kekkon Dekinai Otoko to Onna Special (NHK BS Premium, 2012)[27]
- Kuro no Onna Kyōshi Episode 7 (TBS, 2012), Naoki Īzuka[28]
- GTO Episode 10-11 (KTV, 2012), Shō Shibutani[29]
- Perfect Blue Episode 9-11 (TBS, 2012), Katsuhiko Morooka[30]
- Sodom no Ringo: Lot o Koroshita Musumetachi (WOWOW, 2013), Toshiya Shimomura(Childhood)[31]
- 35-sai no Koukousei (NTV, 2013), Osamu Yukawa[32]
- Keiji no Manazashi Episode 1 (TBS, 2013), Yūma Maeda[33]
- Boku no Ita Jikan (Fuji TV, 2014), Rikuto Sawada[34]
- Wakamonotachi 2014 (Fuji TV, 2014)[35]
- Koinaka (Fuji TV, 2015), Shōta Aoi[36]
- Fragile (Fuji TV, 2016), Hisashi Morii[37]
- A Girl & Three Sweethearts (Fuji TV, 2016), Toma Shibasaki
- Magi (Amazon Prime Video, 2019), Itō Mancio

### Lồng tiếng
- Typhoon Noruda (2015), Shūichi Azuma[38]